# Вулиця Пантелеймона Куліша (Черкаси)
Ву́лиця Пантелеймона Куліша — вулиця в Черкасах.

## Розташування
Вулиця починається з тупика над вулицею Максима Кривоноса і простягається на південний захід, впирається у бульвар Шевченка. З вулицею не перетинаються інші урбаноніми.

## Опис
Вулиця неширока, асфальтована.

## Походження назви
Вулиця утворена 1984 року і називалась спочатку Соснівською. До 2023 року носила назву честь Сергія Пальохи, одного з організаторів партизанського руху на Черкащині в роки Другої світової війни.
13 липня 2023 року рішенням Черкаської міської ради перейменована на честь українського письменника Пантелеймона Куліша.

## Будівлі
По вулиці розташовані Черкаська телевежа, одна багатоповерхівка та приватні будинки.